# Agraylea teldanica
Agraylea teldanica är en nattsländeart som beskrevs av Lazar Botosaneanu 1974. Agraylea teldanica ingår i släktet Agraylea och familjen smånattsländor. Inga underarter finns listade i Catalogue of Life.